# João Gomes de Sá
João Gomes de Sá (Água Branca, Alagoas, 9 de maio de 1954) é um poeta e xilogravador brasileiro.

## Dados biográficos
Formado em Letras (português-inglês) pela Universidade Federal de Alagoas (UFAL), Em 1977 trabalhou como bolsista da Funarte no Museu de Antropologia e Folclore Dr. Théo Brandão, dessa mesma Universidade, ocasião em que conheceu as manifestações de cultura espontânea de seu povo. E é por isso que, volta e meia, o que escreve revela influência do folclore da região. Morando em São Paulo há muito tempo, além de suas atividades como professor de Português, dá orientações técnicas sobre o folclore e escreve poesia popular e literatura de cordel – muitas vezes, para ilustrar suas aulas. Também ministra oficinas de xilogravura, arte da qual se serviu para ilustrar capas de folhetos de cordel.
Utilizando elementos da cultura popular, escreveu e editou Canto Guerreiro (teatro), e Meu Bem-Querer (cancioneiro)  e os cordéis A Briga de Zé Valente com a Leide Catapora e A Luta de um Cavaleiro contra o Bruxo Feiticeiro. Para a coleção Clássicos em Cordel, da editora Nova Alexandria, adaptou O corcunda de Notre-Dame, de Victor Hugo  
, e A Metamorfose, de Franz Kafka. Pela editora Volta e Meia, lançou Alice no País das Maravilhas em Cordel, baseado na obra de Lewis Carroll, e Meus versos adolescentes. Com base no folguedo tradicional do Bumba meu boi, escreveu O Auto do Boi Encantado (Editora IMEPH), levado ao teatro pelo grupo Máscaras, de Guaranésia (MG). Escreveu ainda O Cordel: sua História seus valores, em parceria com o poeta baiano Marco Haurélio. É idealizador dos projetos Salão da Literatura de Cordel e Companhia do Cordel. 
Em 2008, seu livro O corcunda de Notre-Dame em cordel foi selecionado pelo Ministério da Educação para o Programa Nacional Biblioteca da Escola (PNBE) para composição de acervo das escolas públicas.  Em 2010, seu romance de cordel A saga de Berenice e seu boizinho encantado (Editora Luzeiro) foi premiado pelo Ministério da Cultura (Prêmio Mais  Cultura de Literatura de Cordel - Edição em Homenagem a Patativa do Assaré). 